# Anna Cederström
Anna Sofia Augusta Cederström, född 21 mars 1878 i Knivsta, död 21 april 1965 i Knivsta, var en svensk naturvårdare, lärare och godsägare.
Hon växte upp i uppländsk herrgårdsmiljö och hennes huvudsakliga gärning blev att slå vakt om naturvärdena kring gårdarna Fredrikslund och Kungshamn intill Mälaren söder om Uppsala.

## Biografi
Anna Cederström föddes på Fredrikslunds gård som yngsta barn till friherre Carl Cederström och hans hustru Anna Skjöldebrand. Föräldrarna härstammade från adliga ätter och hade nära kontakter med hovet. Modern, bruksägardotter från Borgvik i Värmland, var före giftermålet hovfröken hos änkedrottning Josefina och hovdam hos drottning Lovisa. Fadern träffade som kammarherre sin tillkommande vid hovet. Anna Cederströms föräldrar vigdes 1873 på Stockholms slott.
Hennes farfar patriarken Carl Emanuel Cederström dog 1892 på godset Krusenberg som var huvudsätet för släkten. Hans hustru Theresine af Ugglas hade fått Krusenberg som hemgift vid giftermålet 1840. Vid Cederströms bortgång fick äldste sonen, Annas far Carl, ärva gårdarna Fredrikslund och Kungshamn vid Mälarviken Ekoln. De tre herrgårdarna låg i Alsike socken, Stockholms län (nuvarande Uppsala län och Knivsta kommun). Krusenberg kom att brukas och bebos av brodern Emanuel som dog ogift 1920. Han var engagerad i hembygdsrörelsen och samlade antikviteter. Brodern Gustaf Cederström, välkänd konstnär av historiska motiv, fick ut sitt arv i pengar.
Redan i åttaårsåldern deklarerade Anna Cederström bestämt att hon inte tänkte gifta sig. Hon dyrkade sin far, men hade ett mer komplicerat förhållande till sin mor. Modern var kylig och stram och saknade mänsklig värme. Hösten 1887 lämnade familjen, då bestående av de tre syskonen Charlotte, Rudolf och Anna Cederström, herrgårdslivet för en lägenhet på Östermalm i Stockholm. Anna Cederström tog ett smärtsamt avsked av Fredrikslund och vantrivdes med livet i huvudstaden. Hon avskydde moderns engagemang i det konstlade hovet, hon föredrog lantlivet och faderns agrara intressen.
I barndomshemmet hade Anna Cederström haft guvernant, men började vid flytten till Stockholm i Brummerska skolan. Under långa perioder var hon sjuklig, lidande av scharlakansfeber och huvudvärk. Hon fann en god vän för livet i klasskamraten Elsa Almgren, senare gift med Johan Stiernstedt på Risberga i socknen Östuna, närbeläget Anna Cederströms barndomstrakter.
Anna Cederström var självständig och krävande i skolan. I religiöst hänseende intog hon alltid positionen som fritänkare, men var alls inte ointresserad av bibelläsning och traditioner. Hennes ifrågasättande av kristendomen bottnade i höga krav på moral och logik. Radikal i moraliska frågor var hon, samtidigt konservativ i sådant som gällde kultur- och naturvård.
År 1898 blev Anna Cederström och äldre systern Charlotte presenterade för hovet och drottning Sofia. Cederström fann dock konvenansäktenskapen inom adeln och societeten avskräckande. Istället för baler och kurtiser valde hon att 1899 resa till England tillsammans med kvinnliga vänner. Hon studerade en period på en hushållsskola, ägnade sig åt vävning och gick en kurs på Agdatorps trädgårdsskola i Blekinge.
Systrarna Cederströms livsval bröt med den utstakade vägen att bli gift. Charlotte utbildade sig till sjuksköterska och Anna Cederström tog 1905 lärarinneexamen vid Anna Sandströms skola, en examen som hade särskild inriktning på naturvetenskapliga ämnen. Hon gick gärna på föreläsningar i geografi och geologi på Stockholms högskola (nuvarande Stockholms universitet).
Sin första anställning fick Anna Cederström på Brummerska skolan 1905–1909. Parallellt med lärararbetet fortsatte hon att studera biologi och zoologi vid högskolan. Hösten 1909 tillträdde hon en lärartjänst vid Karlskoga samskola och blev kvar där till 1912 då hon började en tjänst vid högre samskolan i Göteborg. Men det blev en kort tid på grund av vantrivsel. Karlskoga däremot mindes Anna Cederström med glädje och underhöll elevkontakter långt fram i livet. Som lärare var Anna Cederström okonventionell och en livfull berättare. Hennes karriär som lärare avslutades med två perioder på Anna Sandströms högre lärarinneseminarium 1914–1919 och 1922–1923.
Hösten 1912 avled modern på Fredrikslund. I nära tre månader 1918–1919 kämpade Anna Cederström själv mot spanska sjukan och 1920 fick hon difteri. Den försvagade hälsan gjorde att hon ofta vistades på kurorter. En avgörande vändpunkt tog Anna Cederströms liv då den älskade fadern avled 1925. Systern Charlotte som vårdat fadern de sista åren fick överta Fredrikslund. Efter förhandlingar mellan Anna Cederström och brodern Rudolf löste hon ut honom och blev ägare till Kungshamn dit hon flyttade 1926. Olika personer i släkten hade bott där och anläggningen behövde rustas upp. Anna Cederström blev herrgårdsägare med allt vad det innebar av ansvar för anställda och skötsel av gården.
Anna Cederström var socialt engagerad i pojkar som bodde i arbetarbostäderna och tog hand om två finska krigsbarn. Hon samarbetade med en scoutkår i Uppsala, Wasakåren, och man lät bygga om en sommarvilla i Djupviken för att användas i verksamheten.
Men den mest bestående insatsen gjorde Anna Cederström för naturvården. Hon var medlem i Svenska Naturskyddsföreningen och hade bestämda planer för att bevara naturvärdena i Kungshamn, Morga och Fredrikslund genom en stiftelse. Stiftelsen Friherre Carl Cederströms Minne blev godkänd 1941 och har till ändamål att ”för kommande släkten i naturvårdande syfte bevara ett stycke mellansvensk kulturbygd”. Anna Cederström fick kämpa hårt för att driva genom sin vilja och var som stiftelsens första ordförande noggrann och engagerad. Naturvården skulle alltid gå före ekonomiska intressen och flera konflikter uppstod där hon bjöd motstånd mot markexploatörer och vägdragningar i ett känsligt naturområde.
Cederströms goda vänner, scouterna, prästerna och andra kulturpersoner i vänkretsen hyste stor respekt för Anna Cederström, som med åren blev alltmer excentrisk. I livets slutskede vistades hon på Samariterhemmets sjukhus i Uppsala, som grundats av vännen Ebba Boström.
Anna Cederström avled 1965 och gravsattes utan ceremonier på en vacker plats intill Kungshamn.